# Castianeira flebilis
Castianeira flebilis là một loài nhện trong họ Corinnidae.
Loài này thuộc chi Castianeira. Castianeira flebilis được Octavius Pickard-Cambridge miêu tả năm 1898.